# Meridiano 137 oeste
El meridiano 137 oeste de Greenwich es una línea de longitud que se extiende desde el Polo Norte atravesando el océano Ártico, América del Norte, el océano Pacífico, el océano Antártico y la Antártida hasta el Polo Sur.
El meridiano 137 oeste forma un gran círculo con el meridiano 43 este.
Comenzando en el Polo Norte y dirigiéndose hacia el Polo Sur, el meridiano 137 oeste pasa a través de:
| Coordenadas                         | País, territorio o mar | Notas |
| ----------------------------------- | ---------------------- | --- |
| 90°0′N 137°0′O / 90.000, -137.000   | Océano Ártico          | |
| 74°15′N 137°0′O / 74.250, -137.000  | Mar de Beaufort        | |
| 68°55′N 137°0′O / 68.917, -137.000  | Canadá                 | Yukón Columbia Británica                                                                                             |
| 59°5′N 137°0′O / 59.083, -137.000   | Estados Unidos         | Alaska |
| 58°25′N 137°0′O / 58.417, -137.000  | Océano Pacífico        | |
| 18°18′S 137°0′O / -18.300, -137.000 | Polinesia Francesa     | Atolón Pukarua |
| 18°22′S 137°0′O / -18.367, -137.000 | Océano Pacífico        | Pasa justo al oeste del atolón Tenararo, Polinesia Francesa Pasa justo al este del atolón Morane, Polinesia Francesa |
| 60°0′S 137°0′O / -60.000, -137.000  | Océano Antártico       | |
| 74°43′S 137°0′O / -74.717, -137.000 | Antártida              | Territorio no reclamado                                                                                              |